# Rosny-sur-Seine
Rosny-sur-Seine je francouzská obec v departmentu Yvelines v regionu Île-de-France. Leží západně od Mantes-la-Jolie. Jméno obce pochází z galořímského Rodonium.

## Geografie
Sousední obce: Mantes-la-Jolie, Buchelay, Rolleboise, Bonnières-sur-Seine, Saint-Illiers-la-Ville, Jouy-Mauvoisin a Perdreauville.
Obec leží na břehu řeky Seiny.

## Památky
- zámek Rosny ze 16. století
- hospic svatého Karla z 19. století
- kostel Jana Křtitele a sv. Lubina

## Vývoj počtu obyvatel
Počet obyvatel

## Osobnosti obce
- Maximilien de Béthune, francouzský politik

## Doprava
Obec je dostupná po dálnici A13 a železnicí na trati Paříž-Rouen.

## Partnerské město
- Lustadt